# إيزابيل إس. روس
إيزابيل إس. روس (بالإنجليزية: Isabelle S. Ross)‏ هي مُدرسة أمريكية، ولدت في 1 نوفمبر 1867 في بيري في الولايات المتحدة، وتوفيت في 28 ديسمبر 1947 في مدينة سولت ليك في الولايات المتحدة.